# Ebracteola
Ebracteola is een geslacht uit de ijskruidfamilie (Aizoaceae). De soorten uit het geslacht komen voor in Zuid-Afrika.

## Soorten
- Ebracteola derenbergiana (Dinter) Dinter & Schwantes
- Ebracteola fulleri (L.Bolus) Glen
- Ebracteola montis-moltkei (Dinter) Dinter & Schwantes
- Ebracteola wilmaniae (L.Bolus) Glen

... · 
Antimima · 
Argyroderma · 
Carpobrotus · 
Disphyma · 
Dorotheanthus · 
Gibbaeum · 
Lapidaria · 
Lithops · 
Mesembryanthemum · 
Sceletium · 
Tetragonia · 
...